# Literatura do Canadá
A literatura canadense foi criada nas variedades canadenses do inglês, do francês e do gaélico; e, mais recentemente, por indígenas e imigrantes de outras origens ancestrais. As influências nos escritores canadenses são amplas, tanto geográfica quanto historicamente, representando a diversidade do Canadá na cultura e na região.
Embora escrita principalmente em inglês, a "literatura indígena" começou a florescer e se baseia em muitas tradições orais, idiomas e práticas culturais distintas. No entanto, os canadenses estão menos dispostos a reconhecer as diversas línguas do Canadá, como o gaélico canadense.
As culturas europeias dominantes eram originalmente inglesas, francesas e gaélicas. No entanto, nas últimas décadas, a literatura do Canadá foi fortemente influenciada por imigrantes de outros países. Desde a década de 1980, a diversidade étnica e cultural do Canadá se reflete abertamente em sua literatura, com muitos de seus escritores mais importantes focando na identidade das minorias étnicas, na dualidade e nas diferenças culturais.